# Reproducere

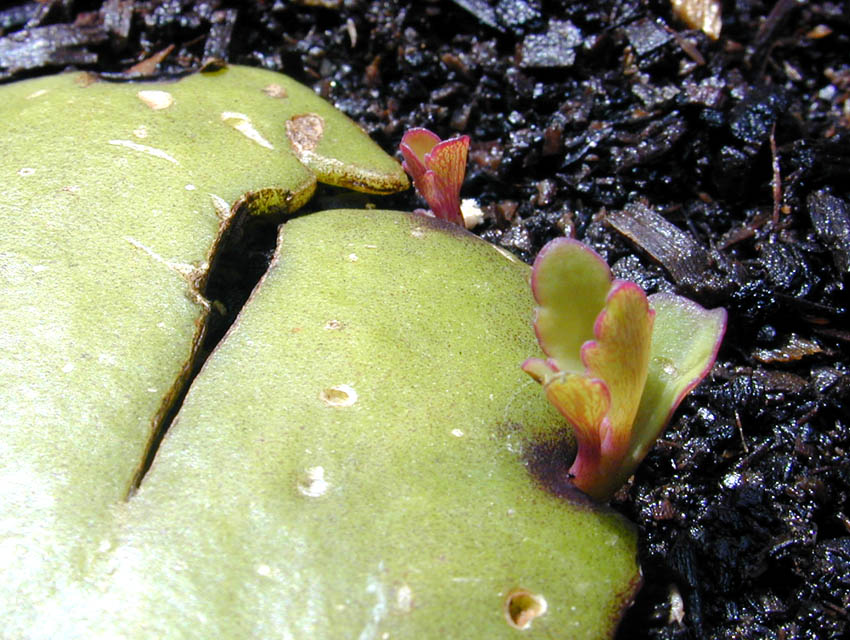
Reproducerea asexuată a plantei Kalanchoe pinnata

Reproducerea este o caracteristică a organismelor vii, care se manifestă prin naștere din părinți , ca rezultat al fecundării, a unui urmaș , care din punct de vedere morfologic și genetic este asemănător părinților. Prin acest proces asigurându-se perpetuarea speciei. Reproducerea este o formă a înmulțirii în cadrul unei specii.
Reproducerea este un fenomen biologic fundamental al cărui rezultat este nașterea dintr-un organ specializat al părintelui (sau părinților) a unui urmaș asemănător.
În reproducere, prin intermediul materialului genetic, caracterele părinților sunt transmise mai departe urmașilor, fiind moștenite.
Din cauza diversității formelor de celule care iau naștere prin reproducere, se face o diferențiere între o înmulțire pe cale sexuată, având la bază gameții (celulele sexuale), care are loc prin procesul de meioză și pe de altă parte prin procesul de mitoză (diviziune celulară) care este o înmulțire asexuată, caracteristică organismelor unicelulare, plantelor și la unele animale.
Reproducerea, din punct de vedere biologic, reprezintă sensul existenței organismelor vii. Această idee este subliniată și de existența în cazul majorității speciilor vii a două forme de existență: mascul/femelă

## Forme de reproducere
- reproducere sexuată(participa doi indivizi)
  - reproducere unisexuată, monocitogenă
  - reproducere bisexuată, reproducere sexuală propriu-zisă (heterosexuală, dicitogenă) prin gameți
- reproducere asexuată(participa un singur individ), la bacterii, (unicelulare prin mitoză) și plante

Prin procesele de mutații genetice se generează un număr mare de variații de la o generație la alta.
În prezent, în laborator se folosesc metode de fertilizare „in vitro” (eprubetă).